# Charles Willson Peale

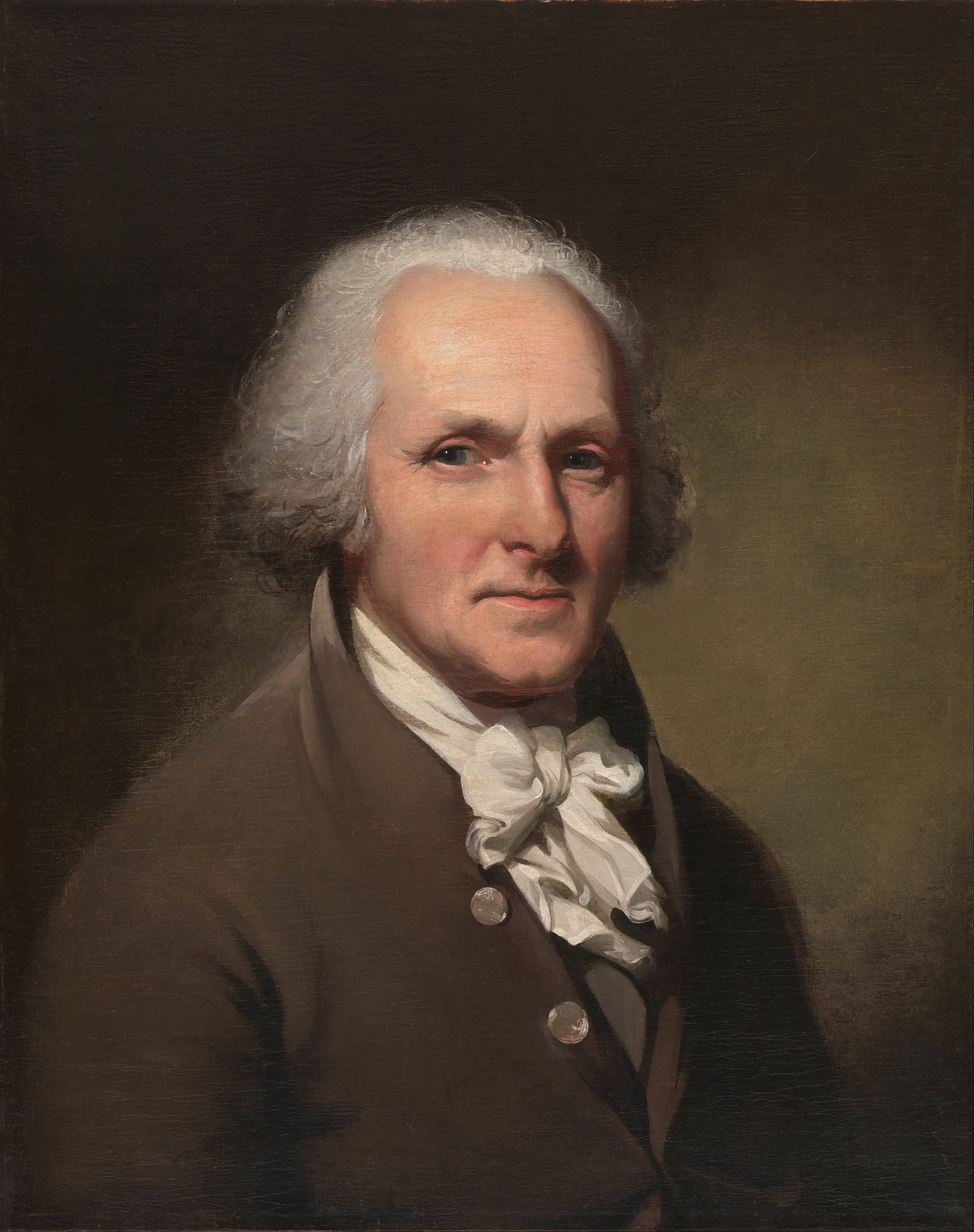
Chân dung tự họa của Peale (k. 1791) tại Phòng trưng bày Chân dung Quốc gia ở Washington, D.C.

Charles Willson Peale (15 tháng 4 năm 1741 - 22 tháng 2 năm 1827) là một họa sĩ, quân nhân, nhà khoa học, nhà phát minh, chính trị gia, và nhà tự nhiên học người Mỹ. Peale được biết đến qua những bức tranh chân dung của ông vẽ các nhân vật lãnh đạo cuộc Cách mạng Hoa Kỳ cũng như là người thành lập một trong những viện bảo tàng đầu tiên tại Hoa Kỳ.

## Đầu đời
Peale sinh năm 1741 tại một vùng đất mà ngày nay nằm giữ thị trấn Queenstown và Centreville thuộc Quận Queen Anna, bang Maryland. Ông là con trai của Charles Peale và vợ là bà Margaret. Ông còn có một người em trai cũng làm nghề họa sĩ tên James Peale (1749-1831). Đồng thời, Peale cũng là anh vợ của Nathaniel Ramsey, một đại biểu của Quốc hội Hợp bang.
Năm 14 tuổi, Peale tìm thấy hứng thú với công việc làm yên ngựa, và khi lớn lên, ông đã tự mở cho mình một cửa tiệm sản xuất yên . Cũng trong khoảng thời gian này, ông tham gia một tổ chức mang tên Sons of Liberty nhằm đòi quyền lợi cho các thực dân Châu Âu ở Bắc Mỹ và chống đối các luật thuế của Anh Quốc. Sau một thời gian, ông thất bại trong việc kinh doanh yên ngựa của mình và phải chuyển sang nghề sửa đồng hồ và gia công kim loại, nhưng cuối cùng Peale đều không mấy thành công trong cả hai công việc này. Sau những thất bại đó, Peale bắt đầu đến với nghề họa sĩ.